# Conioscinella
Genre
Conioscinella est un genre d'insectes diptères brachycères de la famille des Chloropidae et de la sous-famille des Oscinellinae.

## Espèces
Conioscinella aequisecta - 
Conioscinella alpicola - 
Conioscinella alpigena - 
Conioscinella amabilis - 
Conioscinella angulicornis - 
Conioscinella annulifemur - 
Conioscinella apicalis - 
Conioscinella apiomorphae - 
Conioscinella aptera - 
Conioscinella apterina - 
Conioscinella araeceri - 
Conioscinella araneolicida - 
Conioscinella argentinica - 
Conioscinella atritibia - 
Conioscinella badia - 
Conioscinella beckeri - 
Conioscinella bicingulata - 
Conioscinella bistriata - 
Conioscinella chathamensis - 
Conioscinella chilenica - 
Conioscinella collucens - 
Conioscinella confluens - 
Conioscinella cricopus - 
Conioscinella curvinervis - 
Conioscinella deficiens - 
Conioscinella dimidiata - 
Conioscinella dissimilicornis - 
Conioscinella divitis - 
Conioscinella elegans - 
Conioscinella emmesia - 
Conioscinella empheria - 
Conioscinella eucalypti - 
Conioscinella flavescens - 
Conioscinella flavifrons - 
Conioscinella flaviscutellata - 
Conioscinella flaviseta - 
Conioscinella flavotrigona - 
Conioscinella formosa - 
Conioscinella frontella - 
Conioscinella fulvithorax - 
Conioscinella fuscofrontata - 
Conioscinella gallarum - 
Conioscinella galpagensis - 
Conioscinella grandis - 
Conioscinella griseicollis - 
Conioscinella grisella - 
Conioscinella griseopleura - 
Conioscinella griseostriata - 
Conioscinella grisescens - 
Conioscinella halophila - 
Conioscinella hinkleyi - 
Conioscinella hirsuta - 
Conioscinella humeralis - 
Conioscinella improvisa - 
Conioscinella incipiens - 
Conioscinella inconspicua - 
Conioscinella inconstans - 
Conioscinella intrita - 
Conioscinella iota - 
Conioscinella kaszabi - 
Conioscinella koeleriae - 
Conioscinella lacteihalterata - 
Conioscinella livida - 
Conioscinella longipennis - 
Conioscinella lutea - 
Conioscinella mackerrasi - 
Conioscinella maculata - 
Conioscinella maculipennis - 
Conioscinella makoa - 
Conioscinella mars - 
Conioscinella mongolica - 
Conioscinella neorobusta - 
Conioscinella nidicola - 
Conioscinella nigrifrons - 
Conioscinella nigripes - 
Conioscinella nigritarsalis - 
Conioscinella nigrohalterata - 
Conioscinella nuda - 
Conioscinella obscuripila - 
Conioscinella ochracea - 
Conioscinella opacifrons - 
Conioscinella orientalis - 
Conioscinella pallidinervis - 
Conioscinella pallidipes - 
Conioscinella pallidiseta - 
Conioscinella perdita - 
Conioscinella perlineata - 
Conioscinella persita - 
Conioscinella poecilogaster - 
Conioscinella pseudogauracica - 
Conioscinella pulverulenta - 
Conioscinella pumilio - 
Conioscinella punctulata - 
Conioscinella pusio - 
Conioscinella quadrivittata - 
Conioscinella radicalis - 
Conioscinella rigidiseta - 
Conioscinella rudebecki - 
Conioscinella rufithorax - 
Conioscinella rufoscutellata - 
Conioscinella sancheong - 
Conioscinella sauteri - 
Conioscinella seguyi - 
Conioscinella semicirularis - 
Conioscinella similans - 
Conioscinella soluta - 
Conioscinella sordidella - 
Conioscinella speighti - 
Conioscinella spenceri - 
Conioscinella sublineata - 
Conioscinella subnitens - 
Conioscinella subsetosa - 
Conioscinella taeniata - 
Conioscinella tenuiseta - 
Conioscinella triorbiculata - 
Conioscinella tripunctata - 
Conioscinella turbida - 
Conioscinella umbripennis - 
Conioscinella uniseriata - 
Conioscinella vandiemeni - 
Conioscinella vestita - 
Conioscinella xyloryctae - 
Conioscinella zetterstedti - 
Conioscinella zuercheri